# Mions

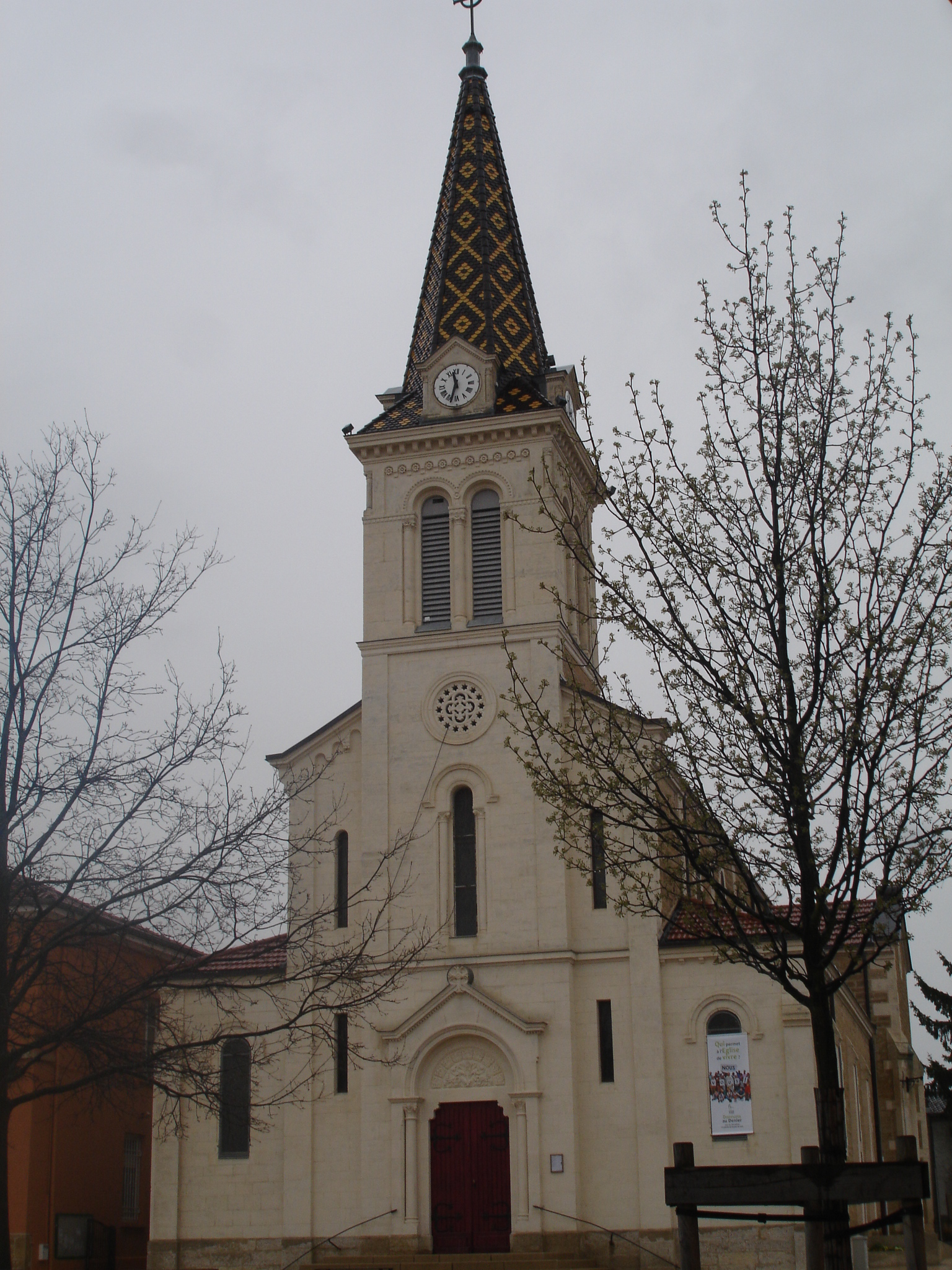
Kościół w Mions, 2010

Mions – miejscowość i gmina we Francji, w regionie Owernia-Rodan-Alpy, w departamencie Rodan.
Według danych na rok 1990 gminę zamieszkiwało 9145 osób, a gęstość zaludnienia wynosiła 790 osób/km² (wśród 2880 gmin regionu Rodan-Alpy Mions plasuje się na 82. miejscu pod względem liczby ludności, natomiast pod względem powierzchni na miejscu 1005.).